# الرابطة التونسية المحترفة لكرة القدم للسيدات 2017–18
الرابطة التونسية المحترفة لكرة القدم للسيدات 2017–18 هو الموسم 13 من بطولة الرابطة التونسية المحترفة لكرة القدم للسيدات. يلعب فيه أفضل 8 ناديا تونسيا في مجموعة واحدة. نادي الجمعية الرياضية النسائية بالساحل هو حامل اللقب وخصومه الرئيسيين للفوز النهائي هم الجمعية الرياضية لبنك الإسكان و الاتحاد الرياضي التونسي.
فاز بهذا الموسم نادي الجمعية الرياضية لبنك الإسكان لثاني مرة في تاريخه.

## الأندية المشاركة
- الجمعية الرياضية لبنك الإسكان
- الاتحاد الرياضي التونسي
- الجمعية الرياضية النسائية بالساحل
- الجمعية الرياضية النسائية بقفصة
- الجوهرة الرياضية النسائية بصفاقس
- الجمعية الرياضية النسائية بفريانة
- المجد الرياضي بسيدي بوزيد
- الملعب النسائي القيرواني

## روابط خارجية
- الموقع الرسمي للجامعة التونسية لكرة القدم.
- الرابطة التونسية المحترفة لكرة القدم للسيدات على موقع مؤسسة إحصاءات وثيقة لرياضة كرة القدم